# Goniaspidius brevis
Goniaspidius brevis är en skalbaggsart som beskrevs av Hermann Burmeister 1844. Goniaspidius brevis ingår i släktet Goniaspidius och familjen Melolonthidae. Inga underarter finns listade i Catalogue of Life.